# Welschenrohr-Gänsbrunnen
Welschenrohr-Gänsbrunnen é uma comuna da Suíça, situada no distrito de Thal, no cantão de Soleura. Tem 11,44 km² de área e sua população em 2018 foi estimada em 1.158 habitantes.
Foi criada em 1 de janeiro de 2021, a partir da fusão das antigas comunas de Gänsbrunnen e Welschenrohr.